# Dryopteris slossoniae
Dryopteris slossoniae är en träjonväxtart som beskrevs av Edgar Theodore Wherry och David Bruce Lellinger. Dryopteris slossoniae ingår i släktet Dryopteris och familjen Dryopteridaceae. Inga underarter finns listade.